# Edmund Hoffmeister
Edmund Hoffmeister foi um General Alemão que lutou na Segunda Guerra Mundial, sendo capturado e faleceu em cativeiro. Nasceu em Aschaffenburg em 4 de Março de 1893, faleceu no cativeiro em 1951.
Ele foi um oficial cadete e após um Leutnant num regimento de infantaria em 1914. Em Setembro de 1939, se tornou um Oberstleutnant e comandante de um regimento de infantaria.
Promovido à Oberst em 1 de Março de 1940, se tornou Generalmajor em 1 de Setembro de 1943 e Generalleutnant em 1 de Março de 1944. Ele comandou sucessivamente o Regimento de Infantaria 206 (10 de Dezembro de 1940), Regimento de Infantaria 61 (1 de Outubro de 1942), 383ª Divisão de Infantaria (1 de Julho de 1943) e o XXXXI Corpo Panzer (20 de Junho de 1944, m.d.F.b.).
Foi feito prisioneiro pelos Soviéticos em 1 de Julho de 1944, e faleceu no cativeiro em 1951.

## Condecorações
Foi condecorado com a Cruz de Cavaleiro da Cruz de Ferro (6 de Outubro de 1943) e a Cruz Germânica em Ouro (11 de Dezembro de 1941).